# Naturschutzgebiet Blaue Räbe
Das Naturschutzgebiet Blaue Räbe ist eine Bergweide und ein Naturschutzgebiet in der Gemeinde Blauen im Schweizer Kanton Basel-Landschaft. Der Lokalname «Blaue Räbe» nimmt Bezug auf den Blauenberg, an dessen Südflanke die Stelle liegt. Die Fläche ist im Bundesinventar der Trockenwiesen und -weiden von nationaler Bedeutung (TWW) als Schutzgebiet ausgewiesen.

## Name
Der vom Bundesinventar offiziell festgelegte Eigenname des Schutzgebiets ist erklärungsbedürftig. Er kommt von der Namengebung der Schweizer Landeskarte, die sich auf Vorarbeiten der kantonalen Nomenklaturkommission stützt. Gemäss der jüngeren Praxis entspricht der Flurname «Blaue Räbe» einer mundartlichen Namensform. Obwohl er beim ersten Blick auf das vermeintlich hochdeutsche Sprachbild aus einem Adjektiv und einem Appellativ zusammengesetzt zu sein scheint, besteht er aus dem Lokalnamen «Blaue» und dem Sachwort «Räbe» (schweizerdeutsch für Weinberg). Der Name ist eigentlich in der Schreibweise «Blaueräbe» oder «Blaue-Räbe» zu lesen und bedeutet «Rebberg am Blauen». Er bezieht sich einerseits auf den schon im Jahr 1147 bezeugten Bergnamen des die Landschaft dominierenden Höhenzuges (von dem auch der Ortsname des Dorfes kommt) und andererseits den bis im 19. Jahrhundert an den sonnigen Südhängen gepflegten Rebbau. «Blauenreben» nannte man auch das von 1964 bis 2016 bestehende Berggasthaus am Rand der Wiese, das heute ein privates Wohnhaus ist.

## Beschreibung

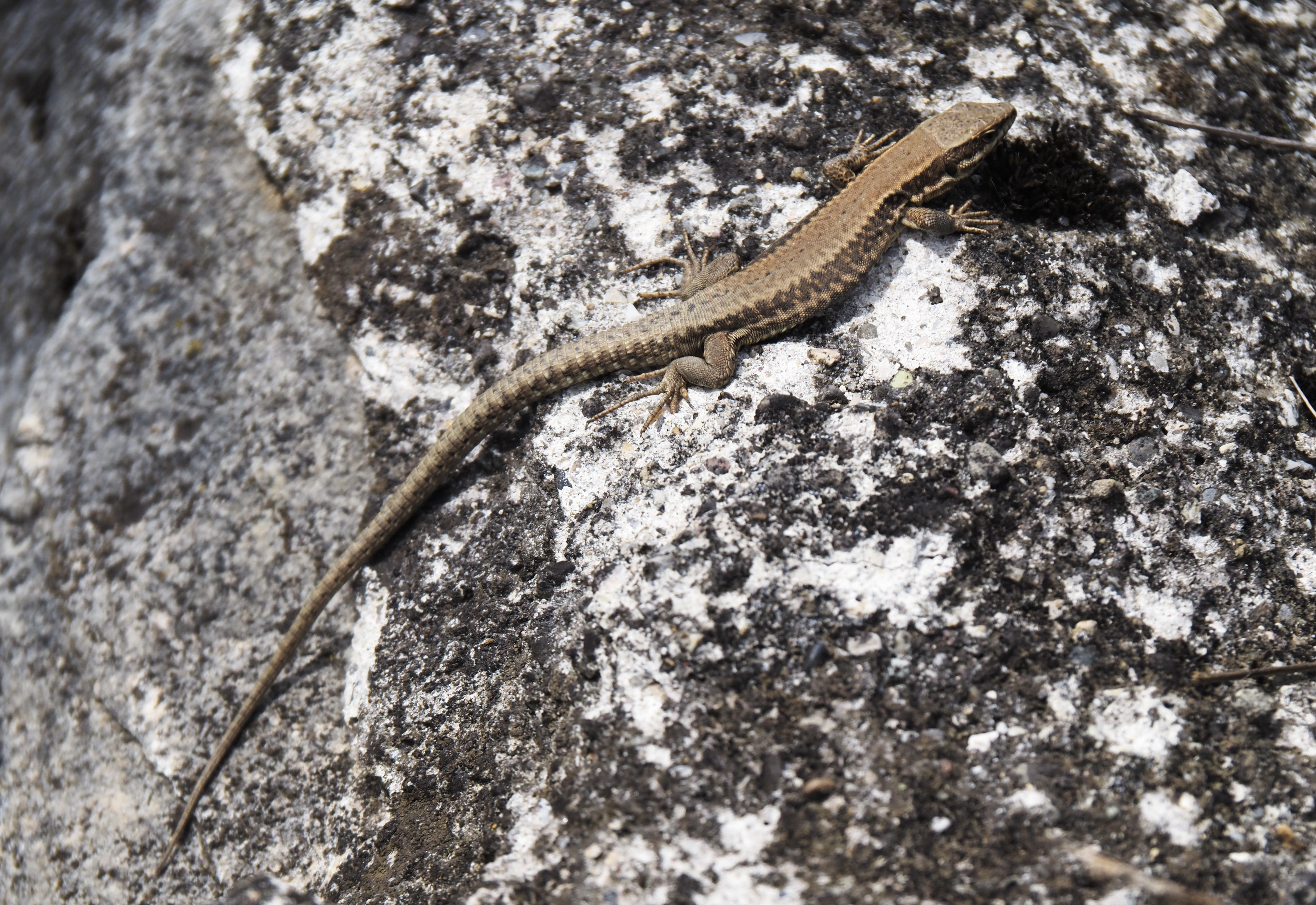
Waldeidechse auf Stützmauer neben der Bergweide

Die Bergwiese befindet sich 1,5 Kilometer nordöstlich des Dorfes Blauen unter der Südflanke des Blauenbergs auf 500 m ü. M. Unterhalb des Schutzgebiets wird auf einer grossen Geländeterrasse das «Usserfeld» als offenes Kulturland genutzt; nördlich und westlich ist die «Blaue Räbe» am Berghang «Buechholle» (mundartlich für „Buchhalde“) und am «Hörnli» von kleinen Waldgebieten umgeben. Über dem Wald folgen weitere Flächen von Offenland, deren Lokalnamen ebenfalls auf einst dort vorhandene Rebberge hindeuten: «Räbegässli», «Alte Räbe», «Obere Reben». Das Schutzgebiet erstreckt sich oberhalb des Nenzlingerwegs, der in die Nachbarortschaft Nenzlingen führt, über eine Fläche von 2,2 Hektaren.
Das Wiesland am steilen Berghang liegt auf flachgründigem, stellenweise felsigem Boden und besteht zu 90 Prozent aus Magerrasen. Zahlreiche alte Obstbäume und einige Hecken sind auf der Weide erhalten geblieben.
Von besonderen Gefässpflanzen sind im Gebiet die Pyramiden-Hundswurz (Anacamptis pyramidalis), die Hummel-Ragwurz (Ophrys holosericea) und das Männliche Knabenkraut (Orchis mascula) nachgewiesen.
Das Gebiet ist auch als kommunale Naturschutzzone der Gemeinde Blauen verzeichnet.

## Schutzziele
Gemäss dem Bundesinventar der Trockenwiesen und -weiden von nationaler Bedeutung bezweckt der Schutz des Weidegebiets die Erhaltung der spezifischen Pflanzen- und Tierwelt, der ökologischen Grundlagen und der für Trockenwiesen typischen Eigenart mit den verschiedenen Strukturelementen.